# موج راسبی

پیچ و خم‌های رودباد نیمکره شمالی که در اطراف گردباد قطبی شمالی (a و b) توسعه یافته و در نهایت یک پایین‌رونده از هوای سرد (c) را جدا می‌کنند. نارنجی: توده‌های گرمتر هوا؛ صورتی: رودباد؛ آبی: توده‌های سردتر هوا.

امواج راسبی (به انگلیسی: Rossby waves) که با عنوان امواج سیاره‌ای نیز شناخته می‌شوند، نوعی موج اینرسی هستند که به طور طبیعی در سیالات در حال چرخش رخ می‌دهند.
امواج راسبی نخستین بار توسط کارل-گوستاو راسبی دانشمند هواشناس آمریکایی سوئدی‌تبار در سال ۱۹۳۹ در اتمسفر زمین شناسایی شدند. این موج‌ها در اتمسفر و اقیانوس‌های زمین و سیارات دیگر، به دلیل حرکت وضعی زمین یا سیاره مورد نظر مشاهده شدند. امواج جوی راسبی روی زمین رودپیچ‌های عظیمی در بادهای فرازا هستند که تأثیر عمده‌ای بر هوا دارند.
این امواج با سامانه‌های فشار و رودباد (به ویژه در اطراف گردبادهای قطبی) مرتبط هستند. امواج اقیانوسی راسبی در امتداد پرده دمایی حرکت می‌کنند: مرز بین لایه بالایی گرم و قسمت عمیق‌تر سرد اقیانوس.